# Хайдеман, Герд
Герд Ха́йдеман (нем. Gerd Heidemann; 4 декабря 1931, Альтона — 9 декабря 2024, Гамбург) — немецкий журналист, бывший репортёр журнала Stern. Обрёл известность после приобретения по заказу журнала дневников Гитлера у Конрада Куяу.

## Биография
Герд Хайдеман работал военным корреспондентом журнала Stern во многих горячих точках, а в «чёрный сентябрь» 1970 года в Аммане спас жизнь репортёру Ранди Брауману и ещё 16 заложникам. В 1977 году выпустил книгу о Бруно Травене. Хайдеман известен также своими репортажами о Зигфриде Мюллере, наёмнике, участвовавшем в подавлении восстания Симба. В 1976—1981 годах Хайдеман состоял в отношениях с Эддой Геринг, дочерью Германа Геринга. 28 января 1973 года Хайдеман приобрёл яхту класса люкс Carin II, принадлежавшую ранее Герману Герингу, и вложил в её модернизацию почти миллион немецких марок. На яхте Хайдеман устраивал приёмы с приглашением многих знаменитостей. В августе 1985 года яхта была конфискована у Хайдемана за долги и продана на аукционе Deutsche Bank египетскому бизнесмену за 270 тыс. немецких марок.
На пресс-конференции, созванной 25 апреля 1983 года, Герд Хайдман представил свою «сенсационную находку» — «дневники Гитлера». Спустя три дня журнал Stern приступил к их частичной публикации. После скандала с фальсифицированными дневниками Хайдеман был уволен из журнала и на основании заявления учредителя Stern Генри Наннена подвергся аресту в связи с подозрениями в мошенничестве. В июле 1985 года земельный суд Гамбурга приговорил Хайдемана к четырём годам и восьми месяцам тюремного заключения. По заключению суда Хайдеман присвоил несколько миллионом немецких марок. Издательство Gruner + Jahr, где печатается журнал Stern, предоставило Герду Хайдеману 9,3 млн немецких марок на приобретение дневников. Конрад Куяу заявил в суде, что получил от Герда Хайдемана лишь часть денег. Аудиозаписи, свидетельствовавшие в пользу Хайдемана, не были приняты судом в качестве доказательства, поскольку были произведены без разрешения суда. На прошение о пересмотре дела в 1986 году Хайдеман получил отказ без объяснений. Отбывал наказание в учреждении открытого типа.
Умер 9 декабря 2024 года в больнице Гамбурга в возрасте 93 лет.

## Сочинения
- Postlagernd Tampico — Die abenteuerliche Suche nach B. Traven. Blanvalet, München 1977, ISBN 3-7645-0591-5.